# Méthode Levallois
Pour les articles homonymes, voir Levallois.

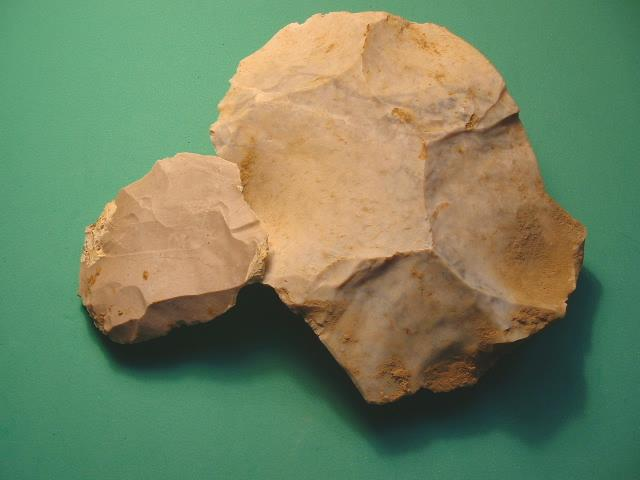
Nucléus et éclat Levallois en silex de Haute-Saône (Débitage récurrent centripète).

La méthode Levallois est une méthode de débitage de la pierre employée au cours de la Préhistoire, surtout au Paléolithique moyen où il est plus communément associé au Moustérien. Cette méthode implique la préparation d'une surface d'un nucléus pour le débitage d'un ou de plusieurs éclats prédéterminés.

## Historique
La méthode Levallois doit son nom au site des carrières de Levallois-Perret (Hauts-de-Seine). Elle a été reconnue et décrite dès la fin du XIXe et le début du XXe siècle, notamment par Victor Commont. François Bordes en a proposé une définition en 1961, en mettant l'accent sur l'importance de la prédétermination : la forme du futur éclat Levallois est déterminée par la préparation du nucléus.
En 1986, Éric Boëda a montré que la méthode décrite par Bordes n'était qu'une des variantes du débitage Levallois: la méthode à éclat préférentiel. Il montre que d'autres méthodes permettent de produire plusieurs éclats aux dépens de la surface d'un même nucléus : ce sont les méthodes récurrentes. Il propose de regrouper l'ensemble des méthodes Levallois au sein d'un unique « concept Levallois »,.

## Le concept Levallois

Débitage Levallois à éclat préférentiel.

Le concept Levallois implique une préparation spécifique du nucléus : le bloc est aménagé de façon à obtenir deux surfaces convexes sécantes. L'une est la surface de plans de frappe, l'autre est la surface de débitage. Cette dernière est aménagée de façon à présenter des convexités qui détermineront la forme et les dimensions du ou des futurs éclats Levallois. Les éclats Levallois ont un plan de fracturation parallèle au plan d'intersection des deux surfaces du nucléus.
Six critères permettent de reconnaître les nucléus Levallois :
- le nucléus présente deux surfaces, l'une convexe et l'autre plane, délimitées par un plan d'intersection ;
- les surfaces sont hiérarchisées ; la surface convexe sert de surface de plan de frappe et la surface plane est la surface de débitage des éclats prédéterminants (éclats de préparation des convexités) et prédéterminés (éclats Levallois) ;
- les convexités du plan de débitage, aménagées grâce au débitage des éclats prédéterminants, permettent de contrôler le détachement du ou des éclat(s) Levallois ;
- le plan de frappe est aménagé pour faciliter le détachement du ou des éclat(s) Levallois ;
- le plan de fracturation des éclats Levallois est parallèle ou sub-parallèle au plan d'intersection des deux surfaces du nucléus ;
- la technique employée est la percussion directe dure.

Le concept Levallois regroupe différentes méthodes aux objectifs spécifiques :
- le débitage Levallois à un éclat préférentiel, dans lequel un seul grand éclat est détaché de la surface du nucléus après sa préparation ;
- les méthodes récurrentes, dans lesquelles plusieurs éclats successifs sont détachés de la surface du nucléus, sans qu'il soit nécessaire de le repréparer :
  - le débitage Levallois récurrent centripète si ces éclats successifs convergent vers le centre du nucléus,
  - le débitage Levallois récurrent unipolaire si ces éclats successifs sont parallèles et partent d'un même plan de frappe,
  - le débitage Levallois récurrent bipolaire si ces éclats successifs sont parallèles et partent de deux plans de frappe opposés.

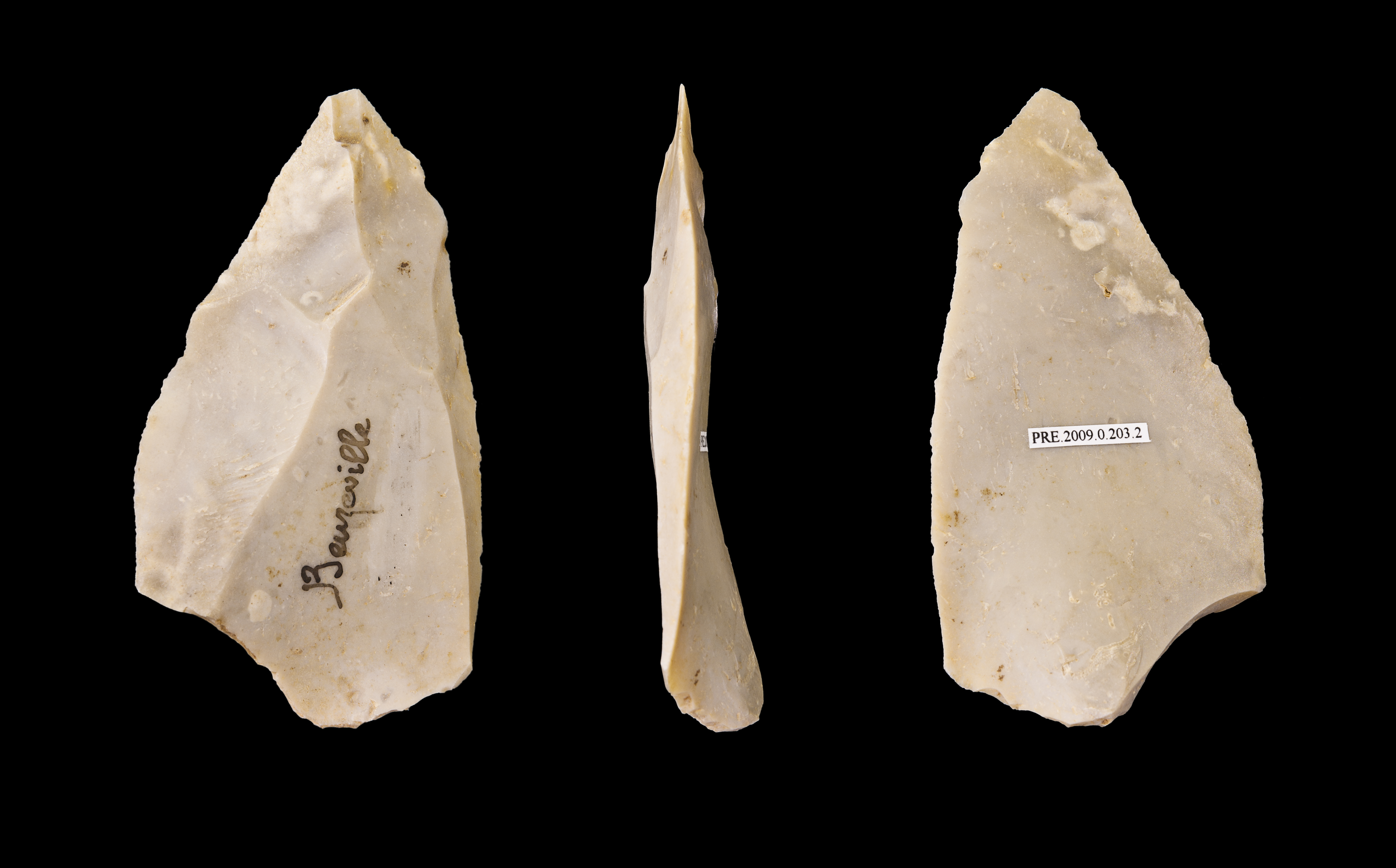
Pointe Levallois - Beuzeville - Muséum de Toulouse.

D'autres méthodes, unipolaires convergentes ou bipolaires, permettent d'obtenir des éclats caractéristiques appelés pointes Levallois.

## Chronologie et répartition
Le débitage Levallois apparaît dès l'Acheuléen en Afrique, il y a plus de 400 000 ans. En Europe du Nord-Ouest, il est attesté dès la fin du stade isotopique 10, dans des industries de type Acheuléen moyen. Mais il va surtout se généraliser en Eurasie au Paléolithique moyen, durant le Moustérien (à partir du stade isotopique 8).
En Inde, le site préhistorique stratifié d'Attirampakkam, près de Madras, a montré des processus marquant la fin de la culture acheuléenne et l'émergence d'une culture du Paléolithique moyen il y a 385 000 ± 64 000 ans. L'émergence d'une culture du Paléolithique moyen vers 385 000 ans, beaucoup plus tôt que présumée conventionnellement pour l'Asie du Sud, recadre la théorie « out of Africa ». Ces résultats documentent un important changement de comportement en Inde, et montrent qu'il est contemporain de processus similaires en Afrique et en Europe. En raison de l'absence d'ossements fossiles sur place, les responsables de cette découverte posent la question de savoir si les utilisateurs de cette technique étaient déjà des Homo sapiens. Ils évoquent la possibilité que ce type de débitage ait été inventé indépendamment dans différentes régions du monde.
En Chine, la méthode Levallois est attestée au moins depuis 170 000 ans.